# Fluoros
Fluoros eller dentalfluoros, är ett vanligt sjukdomstillstånd som kännetecknas av hypomineralisering av tandemaljen och som orsakas av kroniskt överintag av fluor under emaljbildning. Fluoros förekommer endemiskt i områden med höga fluorkoncentrationer i dricksvatten, till exempel efter vulkanutbrott. Överskottet av fluor inlagras i tandemalj, dentin och benvävnad, och leder till att skelettet blir skörare.
Det verkar som en rad visuella förändringar i emaljen som orsakar grader av inneboende missfärgning av tänderna och, i vissa fall, fysisk skada på tänderna. Tillståndets svårighetsgrad beror på dosen, varaktigheten och åldern hos individen under exponeringen. Den "mycket milda" (och vanligaste) formen av fluoros kännetecknas av små, ogenomskinliga, "pappersvita" områden utspridda oregelbundet över tanden och täcker mindre än 25 procent av tandytan. I den "milda" formen av sjukdomen kan dessa fläckar uppta upp till hälften av tändernas yta. När fluorosen är måttlig är alla ytor på tänderna fläckiga och tänderna kan slipas ner och bruna fläckar "vanställer" ofta tänderna. Allvarlig fluoros kännetecknas av brun missfärgning och diskret eller sammanflytande gropbildning; bruna fläckar är utbredda och tänderna har ofta ett korroderat utseende.
Personer med fluoros är relativt resistenta mot tandkaries (karies orsakad av bakterier), även om det kan finnas kosmetiska problem. Vid måttlig till svår fluoros är tänderna försvagade och får permanenta fysiska skador.

## Diagnos

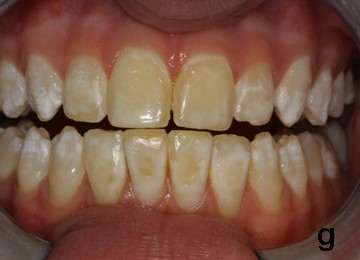
Amelogenesis imperfecta: ett tillstånd som kan misstas för fluoros.

Den adekvata diagnosen fluoros kan ske genom visuell klinisk undersökning. Detta kräver inspektion av torra och rena tandytor under god belysning. Det finns individuella variationer i klinisk manifestation av fluoros som är starkt beroende av varaktigheten, tidpunkten och doseringen av fluorexponeringen. Det finns olika klassificeringar för att diagnostisera svårighetsgraden baserat på utseendet. Den kliniska manifestationen av mild dentalfluoros kännetecknas för det mesta av ett snöflingande utseende som saknar en tydlig kant, ogenomskinliga, vita fläckar, smala vita linjer som följer perikymata eller fläckar eftersom opaciteterna kan smälta samman med en intakt, hård och slät emaljyta på de flesta av tänderna. Med ökande svårighetsgrad blir emaljen under ytan, längs hela tanden, mer porös. Emaljen kan verka gul/brun med missfärgning och/eller många urkärnade vitbruna lesioner som liknar håligheter. De beskrivs ofta som "fläckiga tänder". Fluoros orsakar inte missfärgning av emaljen direkt, eftersom drabbade permanenta tänder ännu inte missfärgas vid utbrott i munnen. I dental emalj orsakar fluoros porositet under ytan eller hypomineraliseringar, som sträcker sig mot dentin-emaljövergången när tillståndet fortskrider och de drabbade tänderna blir mer mottagliga för färgning. På grund av diffusion av exogena joner (till exempel järn och koppar) utvecklas fläckar till den allt mer och onormalt porösa emaljen.

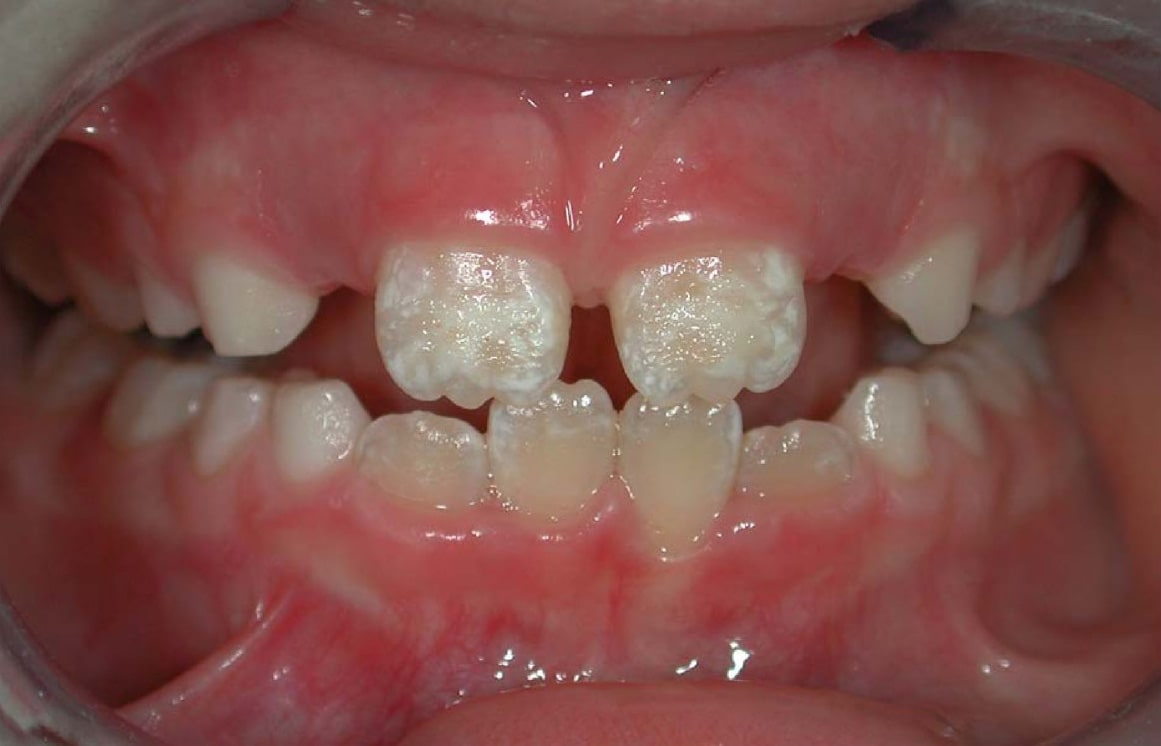
Emaljhypoplasi orsakad av obehandlad celiaki: detta tillstånd förväxlas ofta med fluoros

Skilda diagnoser för detta tillstånd inkluderar:
- Turners hypoplasi (även om detta vanligtvis är mer lokalt)
- Emaljdefekter orsakade av en odiagnostiserad och obehandlad celiaki.[10]
- Vissa milda former av amelogenesis imperfecta och emaljhypoplasi
- Emaljdefekter orsakade av infektion av primära tandämnen
- Tandkaries: Fluoros-liknande emaljdefekter feldiagnostiseras ofta som tandkaries.[11]
- Tandtrauma: Mekaniskt trauma på mjölktanden kan orsaka störningar i emaljbildningens mognadsfas, vilket kan resultera i emaljopacitet på de permanenta efterföljarna.[12]

## Orsaker
Dentalfluoros orsakas av högre fluoridintag än normalt medan tänder bildas. Primär dentinfluoros och emaljfluoros kan bara inträffa under tandbildning, så fluorexponering sker i barndomen. Emaljfluoros har ett vitt ogenomskinligt utseende som beror på att emaljens yta är hypomineraliserad.
Det mest oroande vid dentalfluoros är estetiska förändringar i den permanenta tanden (vuxentänderna). Perioden då dessa tänder löper störst risk att utveckla fluoros är mellan när barnet föds upp till 6 år, även om det har gjorts en del forskning som tyder på att det mest avgörande förloppet är under de första två åren av barnets liv. Från ungefär 7 år därefter skulle de flesta barns permanenta tänder ha genomgått fullständig utveckling (förutom deras visdomständer) och därför är deras mottaglighet för fluoros kraftigt reducerad, eller till och med obetydlig, oavsett mängden intag av fluor. Svårighetsgraden av dental fluoros beror på mängden fluorexponering, barnets ålder, individuell respons, vikt, grad av fysisk aktivitet, näring och bentillväxt. Individuell känslighet för fluoros påverkas även av genetiska faktorer.
Många välkända källor till fluor kan bidra till överexponering, inklusive tandkräm/fluoriderat munsköljvatten (som små barn kan svälja), överdrivet intag av fluortandkräm, vatten på flaska som inte har testats för dess fluorhalt, olämplig användning av fluortillskott, intag av mat särskilt importerat från andra länder och offentlig vattenfluorering. Den sista av dessa källor är direkt eller indirekt orsaken till 40 procent av all fluoros, men den resulterande effekten på grund av vattenfluorering är till stor del och typiskt estetisk. Allvarliga fall kan orsakas av exponering för vatten som är naturligt fluoriderat till nivåer över de rekommenderade nivåerna eller av exponering för andra fluorkällor som pressat te eller föroreningar från kol med hög fluorhalt.
Dentalfluoros har ökat i USA samtidigt med fluorering av kommunala vattenförsörjningar, även om det är oproportionerligt beroende på ras. En CDC-rapport från 2010 visar att en total förekomst av dentalfluoros på 22 procent åren 1986-87 ökade till 41 procent i början av 2000-talet, med en ökning av måttlig till svår dental fluoros från 1 - 4 procent. NHANES-siffrorna 2011-12 dokumenterade ytterligare 31 procent total ökning bland amerikanska tonåringar sedan föregående decennium, med en total påverkan på ungdomar på 61 procent. Mer än en av fem amerikanska tonåringar (23 procent) har måttlig till svår dental fluoros på minst två tänder.

## Förebyggande åtgärder
Dental fluoros kan bäst förebyggas genom att sänka mängden fluorid till under den tolererbara övre gränsen. Detta kan uppnås genom att konsumera avfluorerat vatten och förbättra människors allmänna näringsstatus.